# Grachtengordel
Grachtengordel è un quartiere nello stadsdeel di Amsterdam-Centrum, nella città di Amsterdam. È formato da due distretti Grachtengordel-West e Grachtengordel-Zuid.

## Galleria d'immagini

Grachtengordel-West
Grachtengordel-Zuid
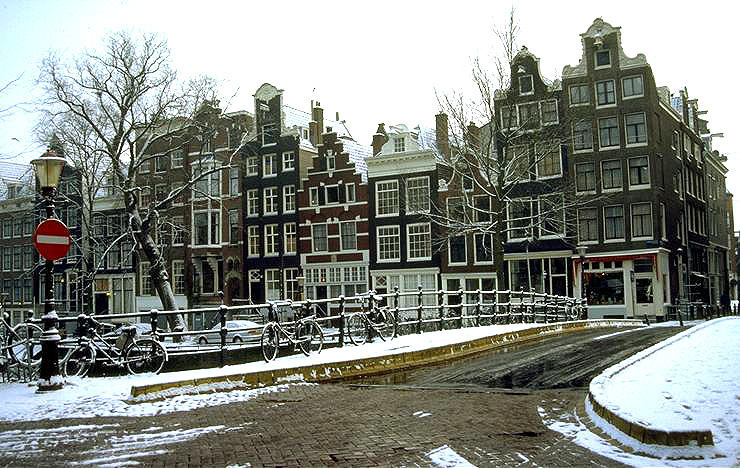
Alcune case nel quartiere di Grachtengordel